# Crescenzio Sepe
Crescenzio Sepe (Carinaro, 2 juni 1943) is een Italiaans geestelijke en een kardinaal van de Rooms-Katholieke Kerk.
Na de studies filosofie en theologie werd Sepe op 12 maart 1967 priester gewijd. Hij promoveerde daarna in het canoniek recht aan de Pauselijke Lateraanse Universiteit en in de filosofie aan Universitá Sapienza. Hij doceerde ook aan beide universiteiten, alvorens uitgezonden te worden naar Brazilië. In 1987 keerde hij terug naar Rome om benoemd te worden tot Assessor voor algemene aangelegenheden bij het staatssecretariaat. Hij werd ook voorzitter van de Vaticaanse commissie voor telecommunicatie-aangelegenheden.
Op 2 april 1992 werd Sepe benoemd tot secretaris van de secretaris van de congregatie voor de Clerus; hij werd tevens benoemd tot titulair aartsbisschop van Gradum. Zijn  bisschopswijding vond plaats op 26 april 1992.
In 1997 werd Sepe benoemd tot president van het comité dat de pontificale viering van het Jubeljaar 2000 moest organiseren. Hij werd in dat jaar ook voorzitter van Peregrinatio Ad Petri Sedem, de instelling waaraan het begeleiden van pelgrims die Rome bezoeken is toevertrouwd.
Sepe werd tijdens het consistorie van 21 februari 2001 kardinaal gecreëerd. Hij kreeg de rang van kardinaal-diaken. Zijn titeldiakonie werd de Dio Padre Misericordioso. Hij nam deel aan de conclaven van 2005 en 2013.
Op 9 april 2001 werd Sepe benoemd tot prefect van de congregatie voor de Evangelisatie van de Volkeren. Hij werd ook kanselier van de Pauselijke Urbaniana Universiteit.
Op 20 mei 2006 werd Sepe benoemd tot aartsbisschop van Napels, bij welke gelegenheid hij werd verheven tot kardinaal-priester. Hij werd benoemd als lid van de congregatie voor de Geloofsleer en van verschillende pauselijke raden en commissies.
Zijn overplaatsing van de Curie naar een aartsbisdom (iets dat al tientallen jaren niet was voorgekomen), werd door sommigen gezien als een eerste teken dat Benedictus de Curie meer naar eigen inzichten wilde vormgeven Hij werd als prefect van de congregatie voor de Evangelisatie opgevolgd door de Indiase kardinaal Ivan Dias.
Sepe is een van de Ridders in de Heilige Militaire Constantinische Orde van Sint-Joris.
De wapenspreuk van kardinaal Sepe is In Nomine Domini (In de naam des Heren).
Sepe ging op 12 december 2020 met emeritaat. Op 2 juni 2023 verloor hij - in verband met het bereiken van de 80-jarige leeftijd - het recht om deel te nemen aan een toekomstig conclaaf. 
- Gemeinsame Normdatei: 136463843
- International Standard Name Identifier: 0000 0001 1030 1972
- Library of Congress Control Number: n95103508
- Nationale Bibliotheek van Israël: 987007388906905171
- Nationale Bibliotheek van Polen: a0000002769938
- Nederlandse Thesaurus van Auteursnamen: 175500207
- Istituto Centrale per il Catalogo Unico: CFIV121632
- Système universitaire de documentation: 079715222
- Virtual International Authority File: 80802958
- WorldCat: E39PBJvmP3pTqQjtdWYGqWrQbd